# Гайни (Свердловська область)
Га́йни (рос. Гайны) — присілок у складі Ачитського міського округу Свердловської області.
Населення — 415 осіб (2010, 479 у 2002).
Національний склад станом на 2002 рік: татари — 95 %.